# Ulla Bielke
Ulla Gunilla Bielke, född Silvén 1 februari 1930 i Visby, Gotlands län, död 15 oktober 2019 i Paraguay, var en svensk grevinna och arkeolog. 

Bielke blev känd efter att hon 1987 greps på sitt gods misstänkt för grovt skattebedrägeri. Hon belades med reseförbud, fråntogs sitt pass och hade ständig anmälningsplikt hos polisen, men lyckades fly till Paraguay. I Paraguay återförenades hon med sina barn och svenska fästman, och inkvarterades i den förre nicaraguanske diktatorn Anastasio Somoza Debayles palats i Asunción. Sedan dess har hon jagats av svenska myndigheter men varit oåtkomlig eftersom Paraguay saknar utlämningsavtal med Sverige. Under 17 år låg hon i toppen av listan på svenskar med störst skatteskuld, 76,5 miljoner. Brottsutredningen lades ner efter ett par år eftersom bedrägeriet aldrig kunde styrkas och sedan 2004 är Bielkes fall preskriberat, och hon riskerar inte längre fängelsestraff. Själv vidgår hon inte att hon nödvändigtvis gjort något fel, "jag har min tolkning, skattemyndigheterna har en annan" sade hon till Svenska Dagbladet i en intervju 1995.

## Bakgrund
Bielke är dotter till Gösta och Marta Silvén. Hon tog en fil.lic. i nordisk arkeologi vid Uppsala universitet, och blev specialist på bronsåldersgravar. Sedan 1960-talet levde hon ihop med Carl Axel Piroh, en fastighetsinvesterare med anknytning till finansmannen Adam Backström. De har två söner tillsammans som de fick runt 1970, och på 70-talet bodde hon och barnen på Östermalm i Stockholm. Hon blev änka några år efter millennieskiftet.
I december 1982 köpte hon godset Christinelund i ädellövsskogen, mellan Höganäs och Helsingborg i Skåne, för fem miljoner kronor.

## Skenäktenskap
Ulla Silvén blev grevinnan Ulla Bielke när hon gifte sig på Stockholms rådhus i slutet av augusti 1983 med en greve från Östermalm i Stockholm. Hon var 30 år äldre, men greven var skuldsatt så de gjorde ett avtal, han skulle få bra betalt om han gifte sig med Ulla och gav sitt namn till hennes söner. Efter vigseln återvänder hon till godset i Skåne. Äktenskapet blev kort, redan i början av 1985 var de formellt skilda.

## Affärer
Adelstiteln banade väg för en affärskarusell med fastigheter, rederier, skalbolag. Bakom hennes skatteskuld ligger skalbolagsaffärer som skattemyndigheterna underkänt. Rederi Svea, där Bielke är vd en period, är en slags bas, men flera andra bolag är inblandade. Affärerna börjar bli allt mer avancerade och tveksamma. 1986 köpte Ulla Bielke åtta olika bolag med totalt 100 miljoner i obeskattade vinstmedel. I december gör hon en operation under två dygn där enorma summor pengar flyttas runt. Bielke har tagit ut lån på sammanlagt 1,5 miljarder kronor, 835 miljoner i Kristianstads sparbank och 730 miljoner kronor i Wermlandsbanken. Lånen till bankerna betalas strax efteråt tillbaka. I april gör hon om räden. Syftet är att få det att framstå som om företagen har stora lån, för att kunna göra avdrag för räntekostnader i deklarationerna. Luftkrediterna möjliggjorde avdrag på cirka 100 miljoner kronor. Åklagaren genomskådade dock upplägget och ansåg att detta var skenlån med syftet var att kvitta förskottsräntan mot vinster i bolagen, enligt statsåklagare Bo Skarinder.
Fästmannen Carl Axel Piroh hade skatte- och kronofogdemyndigheter efter sig i Sverige på grund av en skatteskuld och hade under tiden utvandrat, officiellt till Schweiz. Piroh syntes inte i bolagen, men myndigheterna misstänkte att han verkade i kulisserna i Bielkes företag.

## Flykt
Under hösten 1987 grips Ulla Bielke av polis och anhålls av åklagare. Hon delges misstanke om skattebrott men häktas inte utan släpps medan utredningen fortsätter. Då passar hon på att sälja gården och dess maskinpark, betala ut förskottslöner till anställda, och betala de skulder hon har i Viken i Skåne. Hon sålde i hemlighet godset till Ulf G. Lindén, en gång Pehr G Gyllenhammars högra hand, för 11,25 miljoner. Han betalar 9,5 miljoner direkt till Bielke utan att köpet syns för skattebrottsutredarna. Två dagar före sin flykt lånar grevinnan också 2,8 miljoner i Höganäs Sparbank. Hon lyckades fly från Sverige trots att hennes pass var beslagtaget. Även de båda sönerna emigrerar och familjen återförenas i Paraguay.
I januari 1989 preciserades Ulle Bielkes skuld till staten till 76 860 279 kronor. Då hennes tillgångar var 85 953 kronor försattes grevinnan i personlig konkurs i april 1989.
Sedan 2004 är grevinnan Ulla Bielke skuldfri och fri att resa till Sverige. Men hon saknar ännu svenskt pass och är paraguayansk medborgare sedan många år.